# Elegance Bratton

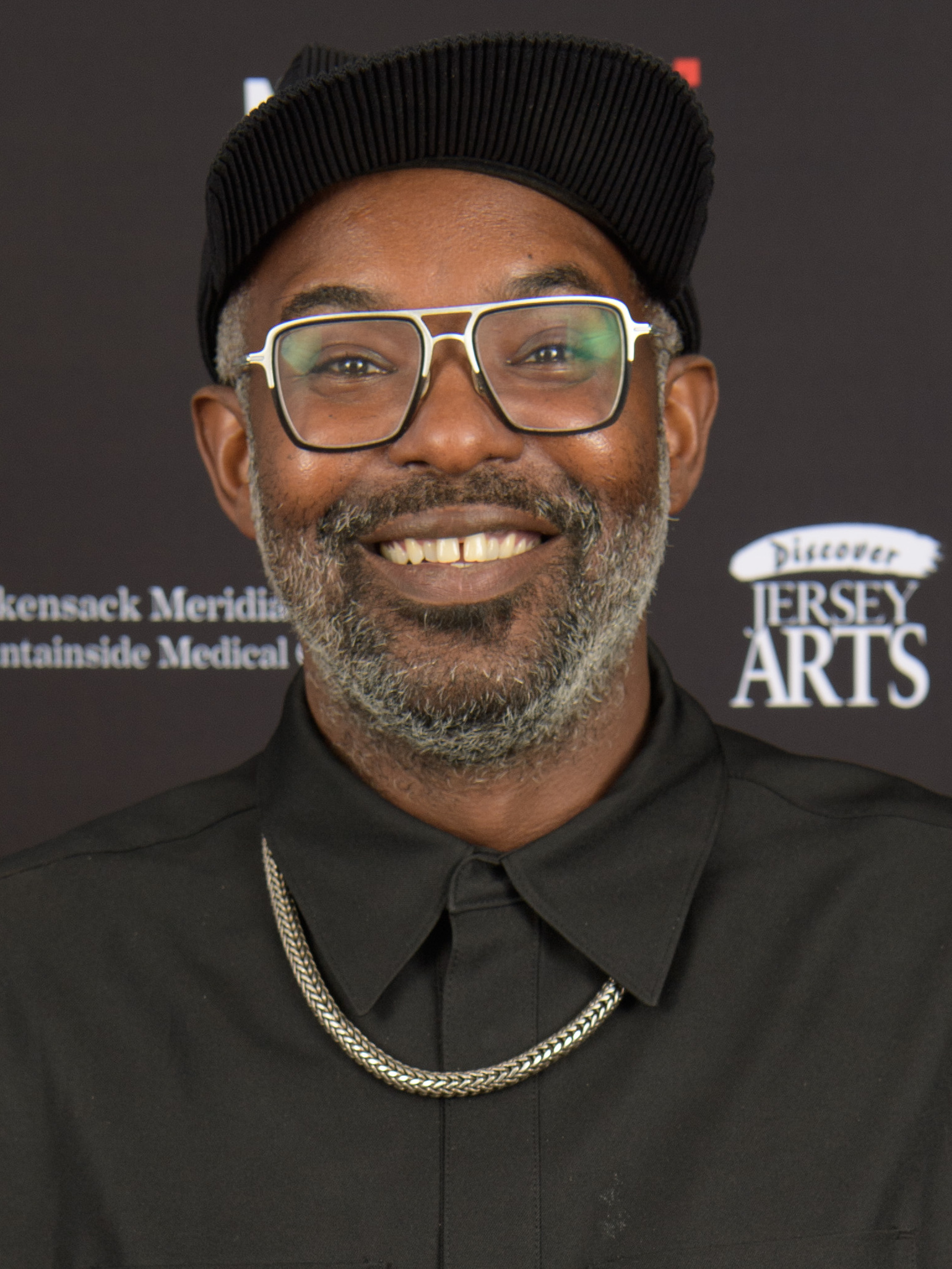
Elegance Bratton (2022)

Elegance Bratton (* in Jersey City) ist ein US-amerikanischer Fotograf, Filmregisseur und Drehbuchautor.

## Leben
Elegance Bratton wurde in Jersey City geboren und wuchs im ebenfalls in New Jersey gelegenen Phillipsburg auf. Im Alter von 16 Jahren wurde er von seiner Mutter zu Hause rausgeworfen, weil er schwul war. Beim U.S. Marine Corps lernte er, wie man Filme macht. Er hat einen Bachelor-Abschluss der Columbia University und einen MFA der Tisch School of the Arts der NYU. Auch als Fotograf und Autor machte sich Bratton einen Namen und wurde für seinen Bildband Bound By Night mit dem Kassel Art Book Award ausgezeichnet.
Sein Dokumentarfilm Pier Kids zeigt obdachlose queere und Transgender-Jugendliche in New York. Er schrieb das Drehbuch auf Grundlage seiner eigenen Erfahrungen als schwuler Mann in der Grundausbildung des Marine Corps. Zuvor hatte er ein Jahrzehnt auf der Straße gelebt.
The Inspection, Brattons Regiedebüt bei einem Spielfilm, feierte im September 2022 beim Toronto International Film Festival seine Premiere. Bratton schrieb auch das Drehbuch für den Film. Er widmete den Film seiner Mutter und nennt ihn selbst „Black, gay Rocky“.
Zu Ehren seiner Mutter, die einem Mord zum Opfer fiel, besetzte er deren Rolle im Film mit Gabrielle Union, die ihre Lieblingsschauspielerin gewesen ist.
Im Sommer 2024 wurde Bratton Mitglied der Academy of Motion Picture Arts and Sciences.

## Filmografie
- 2016: Brenda Holder in Walk for Me (Kurzfilm, Regie und Drehbuch)
- 2019: Pier Kids (Dokumentarfilm, Regie und Drehbuch)
- 2020: Buck (Kurzfilm, Regie und Drehbuch)
- 2022: The Inspection (Regie und Drehbuch)

## Auszeichnungen
Black Reel Award
- 2023: Nominierung für die Beste Regie (The Inspection)
- 2023: Nominierung als Bester aufstrebender Regisseur (The Inspection)
- 2023: Nominierung für das Beste Drehbuch (The Inspection)
- 2023: Nominierung für das Beste Erstlingsdrehbuch (The Inspection)

Chicago International Film Festival
- 2022: Nominierung für den Goldenen Hugo im International Competition (The Inspection)

Gotham Award
- 2022: Nominierung für die Beste Nachwuchsregie (The Inspection)

Independent Spirit Award
- 2021: Auszeichnung mit dem Truer Than Fiction Award (Pier Kids)
- 2023: Nominierung als Bester Debütfilm (The Inspection)[9]

Montclair Film Festival
- 2022: Auszeichnung mit dem Breakthrough Director & Writer Award (The Inspection)[10]